# بونتياك (أوزارك)
بونتياك هي بلدة في مقاطعة أوزارك في ولاية ميزوري.
سُمّيت البلدة باسم الزعيم الهندي بونتياك رئيس قبيلة أوتاوا.